# 第90回都市対抗野球大会予選
第90回都市対抗野球大会予選は、第90回都市対抗野球大会に出場するチームを決定する予選の結果である。コールド、延長のイニングは記載しない。

## 北海道地区

### 北海道地区1次予選
- 1回戦

WEEDしらおい　2-1　札幌ホーネッツ
札幌倶楽部　7-3　旭川グレートベアーズ
小樽野球協会　10-3　帯広倶楽部
函館太洋倶楽部　8-5　伊達聖ヶ丘病院
ブレーブくしろ　14-6　オール苫小牧
- 2回戦

WEEDしらおい　6-1札幌ブルーインズ
北海道ガス　13-0　札幌倶楽部
ブレーブくしろ　4-0　小樽野球協会
ウイン北広島　5-4　函館太洋倶楽部
- 3回戦

JR北海道硬式野球クラブ　4-3　WEEDしらおい
日本製鉄室蘭シャークス　3-0　北海道ガス
航空自衛隊千歳　7-0　ブレーブくしろ
ウイン北広島　7-2　TRANSYS
- 2次予選進出決定戦

JR北海道硬式野球クラブ　4-1　航空自衛隊千歳
日本製鉄室蘭シャークス　2-0　ウイン北広島
- 敗者復活2次予選進出決定戦

航空自衛隊千歳　2-1　ウイン北広島
- 敗者復活1回戦

WEEDしらおい　3-0　ブレーブくしろ
TRANSYS　3-2　北海道ガス
- 敗者復活2回戦

TRANSYS　2-1　WEEDしらおい
- 2次予選進出最終決定戦

ウイン北広島　6-1　TRANSYS
JR北海道硬式野球クラブ、日本製鉄室蘭シャークス、航空自衛隊千歳、ウイン北広島が北海道地区2次予選へ進出

### 北海道地区2次予選
- リーグ戦

JR北海道硬式野球クラブ　14－1　ウイン北広島
日本製鉄室蘭シャークス　11-3　航空自衛隊千歳
航空自衛隊千歳　8-6　JR北海道硬式野球クラブ
日本製鉄室蘭シャークス　6-3　ウイン北広島
航空自衛隊千歳　4-1　ウイン北広島
日本製鉄室蘭シャークス　5-4　JR北海道硬式野球クラブ
日本製鉄室蘭シャークスが本大会へ進出

## 東北地区

### 青森地区1次予選
- 1回戦

自衛隊青森　11-6　全弘前俱楽部
- 2回戦

弘前アレッズ　10-0　自衛隊青森
三菱製紙八戸クラブ　10-6　キングブリザード
- 決勝戦

弘前アレッズ　5-3　三菱製紙八戸クラブ
弘前アレッズが東北地区2次予選へ進出

### 岩手地区1次予選
- 1回戦

赤崎野球クラブ　11-3　宮古俱楽部
住田硬式野球クラブ　6-5　盛岡俱楽部
盛岡球友俱楽部　8-4　花巻硬友倶楽部
- 2回戦

トヨタ自動車東日本　11-1　赤崎野球クラブ
一戸桜陵クラブ　6-5　MKSI BASEBALL CLUB
矢巾硬式クラブ　1-0　前沢野球俱楽部
オール江刺　19-4　住田硬式野球クラブ
水沢駒形野球俱楽部　14-0　高田クラブ
盛友クラブ　14-5　北上REDS
遠野クラブ　8-5　一関ベースボールクラブ
JR盛岡　5-4　盛岡球友俱楽部
- 3回戦

トヨタ自動車東日本　11-0　一戸桜陵クラブ
オール江刺　4-3　矢巾硬式クラブ
水沢駒形野球俱楽部　10-1　盛友クラブ
JR盛岡　7-1　遠野クラブ
- 準決勝

トヨタ自動車東日本　12-0　オール江刺
JR盛岡　3-2　水沢駒形野球俱楽部
- 決勝戦

トヨタ自動車東日本　5-4　JR盛岡
- 第3代表決定戦

水沢駒形野球俱楽部　5-0　オール江刺
トヨタ自動車東日本、JR盛岡、水沢駒形野球俱楽部が東北地区2次予選へ進出

### 宮城地区1次予選
- クラブ1回戦

青葉クラブ　15-14　白山クラブ
- クラブ2回戦

TFUクラブ　10-0　青葉クラブ
HOKUTOベースボールクラブ　22-0　石巻日和倶楽部
白山クラブ　12-2　石巻日和倶楽部
青葉クラブ　10-0　石巻日和倶楽部
- 1回戦

JR東日本東北　10-0　白山クラブ
東北マークス　6-3　TFU倶楽部
日本製紙石巻　6-0　HOKUTOベースボールクラブ
七十七銀行　13-1　青葉クラブ
- 準決勝

JR東日本東北　8-0　東北マークス
日本製紙石巻　8-4　七十七銀行
- 決勝戦

JR東日本東北　2-1　日本製紙石巻
- 第3代表決定戦

七十七銀行　8-0　東北マークス
JR東日本東北、日本製紙石巻、七十七銀行が東北地区2次予選へ進出

### 秋田地区1次予選
- 1回戦

由利本荘ベースボールクラブ　10-8　秋田GLANZ
JR秋田　7-3　能代松陵クラブ
- 2回戦

大曲ベースボールクラブ　6-4　秋田ベースボールクラブ
ゴールデンリバース　10-4　由利本荘ベースボールクラブ
互大設備ダイヤモンドクラブ　10-9　秋田王冠クラブ
TDK　7-0　JR秋田
- 準決勝

ゴールデンリバース　10-3　大曲ベースボールクラブ
TDK　25-2　互大設備ダイヤモンドクラブ
- 決勝

TDK　13-1　ゴールデンリバース
TDK、ゴールデンリバースが東北地区2次予選へ進出

### 山形地区1次予選
- 1回戦

新庄球友クラブ　10-3　天童エンジェルス
きらやか銀行　19-0　鶴岡野球クラブ
- 決勝戦

きらやか銀行　14-1　新庄球友クラブ

### 福島地区1次予選
- 1回戦

福島硬友クラブ　35-1　いわき菊田クラブ
北斗野球クラブ　14-0　川俣クラブ
郡山アスレチックスBC　6-5　郡山ベースボールクラブ
全白河野球クラブ　8-5　郡山イーストジャパンクラブ
小峰クラブ　不戦勝　会津ベースボールクラブ
オールいわきクラブ　3-0　自衛隊福島
富士通アイソテックベースボールクラブ　不戦勝　二本松クラブ
保原クラブ　9-4　須賀川クラブ
- 2回戦

北斗野球クラブ　29-21　全白河野球クラブ
郡山アスレチックスBC　8-7　福島硬友クラブ
富士通アイソテックベースボールクラブ　14-1　小峰クラブ
オールいわきクラブ　14-2　保原クラブ
- 準決勝

富士通アイソテックベースボールクラブ　10-1　北斗野球クラブ
オールいわきクラブ　8-2　郡山アスレチックスBC
- 決勝戦

富士通アイソテックベースボールクラブ　18-3　オールいわきクラブ
富士通アイソテックベースボールクラブ、オールいわきクラブが東北地区2次予選へ進出

### 東北地区2次予選
- 第1代表1回戦

七十七銀行　9-0　ゴールデンリバース
日本製紙石巻　20-0　オールいわきクラブ
富士通アイソテックベースボールクラブ　7-2　水沢駒形野球俱楽部
弘前アレッズ　5-4　JR盛岡
- 第1代表2回戦

七十七銀行　7-1　トヨタ自動車東日本
日本製紙石巻　5-0　TDK
JR東日本東北　6-3　富士通アイソテックベースボールクラブ
きらやか銀行　7-2　弘前アレッズ
- 第1代表準決勝

JR東日本東北　8-5　七十七銀行
きらやか銀行　5-3　日本製紙石巻
- 第1代表決定戦

JR東日本東北　6-3　きらやか銀行
- 第2代表1回戦

日本製紙石巻　5-4　七十七銀行
- 第2代表決定戦

きらやか銀行　8-3　日本製紙石巻
- 第3代表1回戦

TDK　16-4　ゴールデンリバース
トヨタ自動車東日本　12-0　オールいわきクラブ
弘前アレッズ　8-6　水沢駒形野球俱楽部
JR盛岡　7-4　富士通アイソテックベースボールクラブ
- 第3代表2回戦

TDK　5-0　弘前アレッズ
トヨタ自動車東日本　5-2　JR盛岡
- 第3代表3回戦

トヨタ自動車東日本　4-1　TDK
- 第3代表4回戦

七十七銀行　11-3　トヨタ自動車東日本
- 第3代表決定戦

七十七銀行　7-3　日本製紙石巻
JR東日本東北、きらやか銀行、七十七銀行が本大会へ進出

## 北信越地区

### 新潟地区1次予選
- 1回戦

バイタルネット　10-4　新潟クラブ野球団
五泉クラブ　3-0　オール飯豊
佐渡軍団　4-3　新潟コンマーシャル倶楽部
JR新潟　14－2　野田サンダーズ
- 準決勝

バイタルネット　15-0　五泉クラブ
JR新潟　8-0　佐渡軍団
- 第3代表決定戦

五泉クラブ　14-5　佐渡軍団
- 決勝戦

バイタルネット　13-0　JR新潟
バイタルネット、JR新潟、五泉クラブが北信越地区2次予選へ進出

### 富山・石川・福井地区1次予選
- 1回戦

Hard Ball Club金沢　6-1　福井ミリオンドリームズ
BANDITS BASEBALL CLUB　6-0　富山ベースボールクラブ
- 2回戦

伏木海陸運送　10-3　Hard Ball Club金沢
ロキテクノベースボールクラブ　6-4　BANDITS BASEBALL CLUB
- 決勝戦

ロキテクノベースボールクラブ　4-3　伏木海陸運送
- 敗者復活1回戦

BANDITS BASEBALL CLUB　11-2　Hard Ball Club金沢
- 敗者復活代表決定戦

伏木海陸運送　8-2　Hard Ball Club金沢
ロキテクノベースボールクラブ、伏木海陸運送が北信越地区2次予選へ進出

### 長野地区1次予選
- リーグ戦

佐久コスモスターズ硬式野球倶楽部　8-1　長野好球倶楽部
千曲川硬式野球クラブ　11-1　佐久コスモスターズ硬式野球倶楽部
千曲川硬式野球クラブ　4-2　長野好球倶楽部
- 1回戦

フェデックス　4-0　千曲川硬式野球クラブ
信越硬式野球クラブ　11-1　佐久コスモスターズ硬式野球倶楽部
- 第3代表決定戦

千曲川硬式野球クラブ　1-0　佐久コスモスターズ硬式野球倶楽部
- 決勝戦

信越硬式野球クラブ　3-1　フェデックス
信越硬式野球クラブ、フェデックス、千曲川硬式野球クラブが北信越地区2次予選へ進出

### 北信越地区2次予選
- 1回戦

フェデックス　12-1　五泉クラブ
ロキテクノベースボールクラブ　5-4　伏木海陸運送
千曲川公式野球クラブ　4-2　バイタルネット
信越硬式野球クラブ　11-0　JR新潟
- 準決勝

千曲川公式野球クラブ　2-1　フェデックス
信越硬式野球クラブ　4-3　ロキテクノベースボールクラブ
- 決勝戦

信越硬式野球クラブ　3-2　千曲川公式野球クラブ
信越硬式野球クラブが本大会へ進出

## 北関東地区

### 茨城地区1次予選
- 1回戦

全鹿嶋野球倶楽部　9-5　全神栖硬式野球クラブ
オール日立ドリームズ　8-4　全水戸野球クラブ
大宮クラブ　12-5　鹿島レインボーズ
- 2回戦

茨城ゴールデンゴールズ　13-2　全鹿嶋野球倶楽部
JR水戸　9-2　オール日立ドリームズ
茨城トヨペット　11-4　大宮クラブ
日本ウェルネススポーツ大学　8-7　Tsukuba Club
- 代表決定戦

JR水戸　5-2　茨城ゴールデンゴールズ
茨城トヨペット　7-3　日本ウェルネススポーツ大学
- 代表決定1回戦

日本製鉄鹿島　11-1　JR水戸
日立製作所　28-3　茨城トヨペット
- 第1・第2代表決定戦

日本製鉄鹿島　5-1　日立製作所
- 第3・第4代表決定戦

JR水戸　6-3　茨城トヨペット
日本製鉄鹿島、日立製作所、JR水戸、茨城トヨペットが北関東地区2次予選へ進出

### 栃木地区1次予選
- 1回戦

コットンウェイ硬式野球倶楽部　9-4　全那北硬式野球クラブ
- 2回戦

全足利クラブ　9-0　全栃木野球クラブ
宇都宮大学OB野球クラブ　14-0　宇工OB野球クラブ
TSK宇都宮　7-6　鹿沼39
エイジェック　5-3　コットンウェイ硬式野球倶楽部
- 3回戦

全足利クラブ　11-0　宇都宮大学OB野球クラブ
エイジェック　21-1　TSK宇都宮
- 決勝戦

エイジェック　4-2　全足利クラブ
エイジェック、全足利クラブが北関東地区2次予選へ進出

### 群馬地区1次予選
- 1回戦

太田球友硬式野球倶楽部　4-3　アゼリア館林硬式野球クラブ
伊勢崎硬建クラブ　11-7　オール高崎野球倶楽部
- 2回戦

太田球友硬式野球倶楽部　13-5　伊勢崎硬建クラブ
- 決勝戦

SUBARU　14-2　太田球友硬式野球倶楽部
SUBARU、太田球友硬式野球倶楽部が北関東地区2次予選へ進出

### 北関東地区2次予選
- 1回戦

日本製鉄鹿島　11-1　太田球友硬式野球俱楽部
エイジェック　8-0　JR水戸
日立製作所　12-1　全足利クラブ
SUBARU　6-2　茨城トヨペット
- 2回戦

日本製鉄鹿島　8-0　エイジェック
日立製作所　6-2　茨城トヨペット
- 第1代表決定戦

日本製鉄鹿島　8-7　日立製作所
- 敗者復活1回戦

JR水戸　4-2　太田球友硬式野球俱楽部
全足利クラブ　3-1　茨城トヨペット
- 敗者復活2回戦

SUBARU　14-0　JR水戸
エイジェック　4-0　全足利クラブ
- 敗者復活3回戦

エイジェック　6-3　SUBARU
- 第2代表決定戦

日立製作所　3-2　エイジェック
日本製鉄鹿島、日立製作所が本大会へ進出

## 南関東地区

### 埼玉地区1次予選
- クラブ予選1回戦

全熊谷硬式野球クラブ　12-5　松山OB野球団
新座ダイアモンドドッグス　6-4　レジェンズ
都幾川倶楽部硬式野球団　8-1　新波
一球幸魂倶楽部　4-3　川口ゴールデンドリームス
全大宮野球団　9-2　WARRIORS41
- クラブ予選2回戦

全三郷俱楽部野球団　4-1　全熊谷硬式野球クラブ
所沢グリーンベースボールクラブ　11-0　新座ダイアモンドドッグス
都幾川倶楽部硬式野球団　8-6　一球幸魂倶楽部
全大宮野球団　22-0　全浦和野球団
- クラブ予選準決勝

所沢グリーンベースボールクラブ　6-0　全三郷俱楽部野球団
全大宮野球団　2-1　都幾川倶楽部硬式野球団
- クラブ予選決勝戦

所沢グリーンベースボールクラブ　3-1　全大宮野球団
- 1回戦

オールフロンティア　8-5　所沢グリーンベースボールクラブ
SUNホールディングス　6-0　深谷組
- 第3代表決定戦

オールフロンティア　9-2　SUNホールディングス
- 第1・第2代表決定戦

日本通運　13-3　Honda
日本通運、Honda、オールフロンティアが南関東地区2次予選へ進出

### 千葉地区1次予選
- 1回戦

BIG WINGS印西　4-3　YBC柏
Oceans　8-6　千葉熱血MAKING
サウザンリーフ市原　10-3　ヌーベルベースボールクラブ
- 2回戦

Oceans　8-0　BIG WINGS印西
JR千葉　12-3　サウザンリーフ市原
- 準決勝

JFE東日本　15-0　Oceans
日本製鉄かずさマジック　15-0　JR千葉
- 決勝戦

日本製鉄かずさマジック　5-4　JFE東日本
- 敗者復活1回戦

JR千葉　10-5　BIG WINGS印西
サウザンリーフ市原　9-6　Oceans
- 敗者復活代表決定戦

JR千葉　3-0　サウザンリーフ市原
日本製鉄かずさマジック、JFE東日本、JR千葉が南関東地区2次予選へ進出

### 南関東地区2次予選
- 第1代表1回戦

Honda　11-1　JR千葉
JFE東日本　2-1　オールフロンティア
- 第1代表2回戦

Honda　7-5　日本製鉄かずさマジック
JFE東日本　6-4　日本通運
- 第1代表決定戦

JFE東日本　7-4　Honda
- 第2代表1回戦

日本通運　10-0　JR千葉
日本製鉄かずさマジック　5-2　オールフロンティア
- 第2代表2回戦

日本製鉄かずさマジック　6-1　日本通運
- 第2代表決定戦

Honda　2-1　日本製鉄かずさマジック
- 第3代表決定戦

日本通運　3-2　日本製鉄かずさマジック
JFE東日本、Honda、日本通運が本大会へ進出

## 東京地区

### 東京地区1次予選
- 1回戦

西多摩俱楽部　10-0　武蔵野クラブ
エスプライド鉄腕硬式野球部　12-5　東京弥生クラブ
TOKYO METS　5-4　WIEN'Z
THINKフィットネス・GOLD'S GYMベースボールクラブ　9-0　全調布硬式野球倶楽部
全府中野球倶楽部　7-0　東京好球倶楽部
警視庁野球部　15-2　東京LBC
- 2回戦

REVENGE99　4-3　西多摩俱楽部
TOKYO METS　9-2　エスプライド鉄腕硬式野球部
THINKフィットネス・GOLD'S GYMベースボールクラブ　12-0　全府中野球倶楽部
警視庁野球部　13-5　日本ウェルネススポーツ大学東京
- 代表決定戦

REVENGE99　5-1　TOKYO METS
THINKフィットネス・GOLD'S GYMベースボールクラブ　9-4　警視庁野球部
REVENGE99、THINKフィットネス・GOLD'S GYMベースボールクラブが東京地区2次予選へ進出

### 東京地区2次予選
- 第1代表トーナメント1回戦

NTT東日本　5-1　THINKフィットネス・GOLD'S GYMベースボールクラブ
明治安田生命　4-1　東京ガス
JR東日本　10-3　セガサミー
鷺宮製作所　3-2　REVENGE99
- 第1代表トーナメント2回戦

NTT東日本　9-3　明治安田生命
鷺宮製作所　5-1　JR東日本
- 第1代表決定戦

鷺宮製作所　2-1　NTT東日本
- 第2代表トーナメント1回戦

東京ガス　14-4　THINKフィットネス・GOLD'S GYMベースボールクラブ
セガサミー　1-0　REVENGE99
- 第2代表トーナメント2回戦

JR東日本　9-7　東京ガス
明治安田生命　4-2　セガサミー
- 第2代表トーナメント3回戦

明治安田生命　5-2　JR東日本
- 第2代表決定戦

NTT東日本　1-0　明治安田生命
- 第3代表決定戦

JR東日本　4-3　明治安田生命
- 第4代表トーナメント1回戦

セガサミー　4-3　東京ガス
- 第4代表決定戦

明治安田生命　6-0　セガサミー
鷺宮製作所、NTT東日本、JR東日本、明治安田生命が本大会へ進出

## 西関東地区

### 神奈川地区1次予選
- 1回戦

横浜中央クラブ　7-6　湘南ひらつかマルユウベースボールクラブ
全川崎クラブ　16-0　国際総合伊勢原クラブ
JFAM EMANON Baseball Club　2-0　京浜野球倶楽部
横浜ベイブルース　6-5　WIEN BASEBALL CLUB
- 2回戦

横浜金港クラブ　14-2　横浜中央クラブ
横浜球友クラブ　9-7　全川崎クラブ
JFAM EMANON Baseball Club　4-2　相模原クラブ
横浜ベイブルース　8-1　茅ヶ崎サザンカイツ
- 準決勝

横浜金港クラブ　4-2　横浜球友クラブ
JFAM EMANON Baseball Club　3-0　横浜ベイブルース
- 決勝戦

横浜金港クラブ　8-1　JFAM EMANON Baseball Club
横浜金港クラブ、JFAM EMANON Baseball Club、横浜球友クラブ、横浜ベイブルースが西関東地区2次予選へ進出

### 山梨地区1次予選
- 1回戦

大富士Baseball Crew　7-5　桂倶楽部
- 2回戦

TSUKUMO BASEBALL CLUB　8-1　南アルプス硬式野球倶楽部
甲斐府中クラブ　7-5　北杜クラブ
上野原硬式野球クラブ　16-9　大富士Baseball Crew
山梨球友クラブ　3-2　GOOD・JOB硬式野球部
- 準決勝

甲斐府中クラブ　24-2　TSUKUMO BASEBALL CLUB
山梨球友クラブ　12-4　上野原硬式野球クラブ
- 決勝戦

甲斐府中クラブ　8-0　山梨球友クラブ
甲斐府中クラブ、山梨球友クラブが西関東地区2次予選へ進出

### 西関東地区2次予選
- ブロック代表決定1回戦

横浜ベイブルース　7－5　甲斐府中クラブ
JFAM EMANON Baseball Club　4-0　横浜球友クラブ
横浜金港クラブ　8-1　山梨球友クラブ
- ブロック代表決定2回戦

三菱日立パワーシステムズ　7-0　横浜ベイブルース
東芝　11-0　JFAM EMANON Baseball Club
ENEOS　22-0　横浜金港クラブ
- 代表決定リーグ戦

三菱日立パワーシステムズ　3-2　東芝
三菱日立パワーシステムズ　6-5　JX-ENEOS
東芝　7-2　JX-ENEOS
三菱日立パワーシステムズ、東芝が本大会へ進出

## 東海地区

### 静岡地区1次予選
- 1回戦

静岡硬式野球倶楽部　16-3　中電硬式野球クラブ
スクールパートナー硬式野球部　19-1　富士クラブ
山岸ロジスターズ　6-4　浜松ケイ・スポーツBC
- 準決勝

静岡硬式野球倶楽部　4-0　ヤマハ発動機野球部
山岸ロジスターズ　2-1　スクールパートナー硬式野球部
- 決勝戦

山岸ロジスターズ　6-3　静岡硬式野球倶楽部
山岸ロジスターズが東海地区2次予選へ進出

### 愛知地区1次予選
- 1回戦

エディオンBLITZ　3-2　CENTRAL ARCH
鳥開ベースボールクラブ　3-0　スポーツ総合学園SEED
矢場とんブースターズ　15-1　愛知ベースボール倶楽部
- 準決勝

エディオンBLITZ　5-4　ジェイグループ
矢場とんブースターズ　13-0　鳥開ベースボールクラブ
- 決勝戦

矢場とんブースターズ　4-3　エディオンBLITZ
矢場とんブースターズが東海地区2次予選へ進出

### 岐阜・三重地区1次予選
- 1回戦

岐阜硬式野球倶楽部　6-0　全三重クラブ
三重高虎B.C　8-1　奥伊勢クラブ
- 決勝戦

三重高虎B.C　5-2　岐阜硬式野球倶楽部
岐阜硬式野球倶楽部が東海地区2次予選へ進出　

### 東海地区2次予選
- 第1代表トーナメント1回戦

永和商事ウイング　4-2　日本製鉄東海REX
ヤマハ　14-0　三重高虎B.C
三菱自動車岡崎　6-0　JR東海
三菱重工名古屋　5-4　矢場とんブースターズ
王子　5-4　山岸ロジスターズ
ジェイプロジェクト　1-0　西濃運輸
東邦ガス　5-4　Honda鈴鹿
トヨタ自動車　6-2　東海理化
- 第1代表トーナメント2回戦

ヤマハ　4-2　永和商事ウイング
三菱重工名古屋　6-0　三菱自動車岡崎
王子　1-0　ジェイプロジェクト
東邦ガス　5-1　トヨタ自動車
- 第1代表トーナメント3回戦

ヤマハ　4-0　三菱重工名古屋
東邦ガス　4-3　王子
- 第1代表決定戦

ヤマハ　3-1　東邦ガス
- 第2代表トーナメント1回戦

王子　4-1　三菱重工名古屋
- 第2代表決定戦

東邦ガス　3-2　王子
- 第3代表トーナメント1回戦

日本製鉄東海REX　18-1　三重高虎B.C
JR東海　3-0　矢場とんブースターズ
山岸ロジスターズ　3-1　西濃運輸
Honda鈴鹿　7-0　東海理化
- 第3代表トーナメント2回戦

三菱自動車岡崎　6-0　日本製鉄東海REX
JR東海　2-1　永和商事ウイング
トヨタ自動車　4-1　山岸ロジスターズ
Honda鈴鹿　7-0　ジェイプロジェクト
- 第3代表トーナメント3回戦

JR東海　3-1　三菱自動車岡崎
Honda鈴鹿　1-0　トヨタ自動車
- 第3代表決定戦

Honda鈴鹿　8-1　JR東海
- 第4代表トーナメント1回戦

三菱自動車岡崎　6-5　トヨタ自動車
- 第4代表トーナメント2回戦

三菱自動車岡崎　3-1　三菱重工名古屋
- 第4代表決定戦

三菱自動車岡崎　4-3　王子
- 第5代表トーナメント1回戦

東海理化　4-3　永和商事ウイング
日本製鉄東海REX　11-0　山岸ロジスターズ
- 第5代表トーナメント2回戦

トヨタ自動車　5-2　東海理化
日本製鉄東海REX　10-1　ジェイプロジェクト
- 第5代表トーナメント3回戦

トヨタ自動車　8-1　日本製鉄東海REX
- 第5代表決定戦

トヨタ自動車　9-3　JR東海
- 第6代表トーナメント1回戦

日本製鉄東海REX　4-0　三菱重工名古屋
- 第6代表決定戦

王子　5-1　日本製鉄東海REX
- 第7代表決定戦

JR東海　7-0　日本製鉄東海REX
ヤマハ、東邦ガス、Honda鈴鹿、三菱自動車岡崎、トヨタ自動車、王子、JR東海が本大会へ進出

## 近畿地区

### 滋賀地区1次予選
- 1回戦

湖南ベースボールクラブ　8-7　全大津野球団
- 2回戦

OBC高島　10-2　湖南ベースボールクラブ
ルネス紅葉スポーツ柔整専門学校　9-2　瀬田クラブ
- 決勝戦

OBC高島　6-4　ルネス紅葉スポーツ柔整専門学校
OBC高島が京都・滋賀・奈良地区1次予選へ進出

### 京都地区1次予選
- 1回戦

山城ベースボールクラブ　7-6　京都ジャスティス
DBグラッズ　9-3　京都フルカウンツ
- 2回戦

京都城陽ファイアーバーズ　13-3　東山クラブ
三菱自動車京都ダイヤフェニックス　7-0　鴨沂クラブ
宇治ベースボールクラブ　4-3　山城ベースボールクラブ
島津製作所　3-2　DBグラッズ
- 準決勝

京都城陽ファイアーバーズ　12-1　宇治ベースボールクラブ
島津製作所　10-8　三菱自動車京都ダイヤフェニックス
- 決勝戦

島津製作所　9-5　京都城陽ファイアーバーズ
島津製作所が京都・滋賀・奈良地区1次予選へ進出

### 奈良地区1次予選
- 1回戦

GSG斑鳩　11-7　奈良アンビションズクラブ
- 2回戦

一城クラブ　6-5　奈良フレンドベースボールクラブ
奈良Jメンテナンス野球クラブ　7-5　帝塚山大学OBクラブ
BBCジェッツ　13-6　関西HANG硬式野球団
大和高田クラブ　14-1　GSG斑鳩
- 3回戦

大和高田クラブ　7-2　一城クラブ
BBCジェッツ　12-7　奈良Jメンテナンス野球クラブ
- 4回戦

大和高田クラブ　16-5　BBCジェッツ
- 敗者復活1回戦

帝塚山大学OBクラブ　15-0　関西HANG硬式野球団
- 敗者復活2回戦

奈良フレンドベースボールクラブ　9-2　奈良アンビションズクラブ
帝塚山大学OBクラブ　8-3　GSG斑鳩
- 敗者復活3回戦

奈良フレンドベースボールクラブ　5-2　奈良Jメンテナンス野球クラブ
帝塚山大学OBクラブ　9-8　一城クラブ
- 敗者復活4回戦

奈良フレンドベースボールクラブ　13-1　帝塚山大学OBクラブ　
- 敗者復活5回戦

奈良フレンドベースボールクラブ　8-3　BBCジェッツ
- 代表決定戦

大和高田クラブ　3-0　奈良フレンドベースボールクラブ
大和高田クラブが京都・滋賀・奈良地区1次予選へ進出

### 京都・滋賀・奈良地区1次予選
- 1回戦

島津製作所　7-0　OBC高島
カナフレックス　8-0　大和高田クラブ
- 代表決定戦

カナフレックス　19-1　島津製作所
- 敗者復活1回戦

大和高田クラブ　13-4　OBC高島
- 敗者復活代表決定戦

大和高田クラブ　4-0　島津製作所
カナフレックス、大和高田クラブが近畿地区2次予選へ進出

### 大阪・和歌山地区1次予選
- 1回戦

履正社学園　3-1　八尾ベースボールクラブ
大阪ホークスドリーム　12-7　大阪ウイング硬式野球クラブ
- 2回戦

ミキハウス　13-3　マツゲン箕島硬式野球部
泉州大阪野球団　5-3　履正社学園
関西硬式野球クラブ　19-5　大阪ホークスドリーム
NSBベースボールクラブ　6-2　履正社ベースボールクラブ
- 準決勝

ミキハウス　3-2　泉州大阪野球団
NSBベースボールクラブ　6-0　関西硬式野球クラブ
- 代表決定戦

ミキハウス　13-0　NSBベースボールクラブ
- 敗者復活1回戦

関西硬式野球クラブ　8-0　泉州大阪野球団
- 敗者復活代表決定戦

NSBベースボールクラブ　7-0　関西硬式野球クラブ
ミキハウス、NSBベースボールクラブが近畿地区2次予選へ進出

### 兵庫地区1次予選
- 1回戦

兵庫県警察硬式野球部県警桃太郎　7-3　NOMOベースボールクラブ
ジェイエフエフシステムズ　4-2　全播磨硬式野球団
関メディベースボール学院　7-1　神戸レールスターズ
- 準決勝

兵庫県警察硬式野球部県警桃太郎　10-7　ジェイエフエフシステムズ
関メディベースボール学院　25-1　KC西宮
- 決勝戦

兵庫県警察硬式野球部県警桃太郎　5-4　関メディベースボール学院
兵庫県警察硬式野球部県警桃太郎が近畿地区2次予選へ進出

### 近畿地区2次予選
- 第1代表1回戦

日本製鉄広畑　3-1　大和高田クラブ
ミキハウス　10-0　カナフレックス
ニチダイ　6-1　NSBベースボールクラブ
日本生命　17-1　兵庫県警察硬式野球部県警桃太郎
- 第1代表2回戦

日本製鉄広畑　3-2　日本新薬
NTT西日本　6-1　ミキハウス
パナソニック　6-0　ニチダイ
三菱重工神戸・高砂　3-1　日本生命
- 第1代表準決勝

日本製鉄広畑　2-1　NTT西日本
三菱重工神戸・高砂　4-3　パナソニック
- 第1代表決定戦

三菱重工神戸・高砂　6-1　日本製鉄広畑
- 第2代表1回戦

NTT西日本　11-5　パナソニック
- 第2代表決定戦

日本製鉄広畑　3-0　NTT西日本
- 第3代表1回戦

日本新薬　2-0　ミキハウス
日本生命　5-0　ニチダイ
- 第3代表2回戦

日本新薬　1-0　日本生命
- 第3代表決定戦

NTT西日本　2-0　日本新薬
- 第4代表1回戦

大和高田クラブ　2-0　カナフレックス
兵庫県警察硬式野球部県警桃太郎　3-1　NSBベースボールクラブ
- 第4代表2回戦

大和高田クラブ　5-1　ニチダイ
ミキハウス　7-3　兵庫県警察硬式野球部県警桃太郎
- 第4代表3回戦

ミキハウス　1-0　大和高田クラブ
- 第4代表4回戦

ミキハウス　3-0　パナソニック
- 第4代表決定戦

日本新薬　4-0　ミキハウス
- 第5代表1回戦

日本生命　3-2　パナソニック
- 第5代表決定戦

日本生命　1-0　ミキハウス
- 第6代表決定戦

パナソニック　2-1　ミキハウス
三菱重工神戸・高砂、日本製鉄広畑、NTT西日本、日本新薬、日本生命、パナソニックが本大会へ進出

## 中国地区

### 岡山・島根地区1次予選
- 対抗戦

ショウワコーポレーション　8－6　MJG島根
MJG島根　4－0　ショウワコーポレーション
ショウワコーポレーション　5－2　MJG島根
- 1回戦

シティライト岡山　7-1　ショウワコーポレーション
三菱自動車倉敷オーシャンズ　15-0　倉敷ピーチジャックス　
- 第1代表決定戦

シティライト岡山　8-3　三菱自動車倉敷オーシャンズ
- 敗者復活戦

ショウワコーポレーション　3-2　倉敷ピーチジャックス
- 第2代表決定戦

ショウワコーポレーション　2-1　三菱自動車倉敷オーシャンズ
シティライト岡山、ショウワコーポレーションが中国地区2次予選へ進出

### 広島地区1次予選
- 1回戦

福山ローズファイターズ　20-1　三原ヤッサベースボールクラブ
- 2回戦

JR西日本　9-2　ツネイシブルーパイレーツ
伯和ビクトリーズ　8-0　MSH医療専門学校
三菱重工広島　19-2　福山ローズファイターズ
JFE西日本　7-1　広島鯉城クラブ
- 準決勝

JR西日本　4-1　三菱重工広島
伯和ビクトリーズ　2-1　JFE西日本
- 決勝戦

JR西日本　4-1　伯和ビクトリーズ
- 敗者復活1回戦

ツネイシブルーパイレーツ　23-0　三原ヤッサベースボールクラブ
- 敗者復活2回戦

ツネイシブルーパイレーツ　16-0　広島鯉城クラブ
MSH医療専門学校　4-3　福山ローズファイターズ
- 敗者復活代表決定戦

ツネイシブルーパイレーツ　5-0　MSH医療専門学校
JR西日本、伯和ビクトリーズ、三菱重工広島、JFE西日本、ツネイシブルーパイレーツが中国地区2次予選へ進出

### 山口地区1次予選
- 1回戦

山口防府ベースボールクラブ　8-7　航空自衛隊防府クラブ
光シーガールズ　不戦勝　海上自衛隊岩国クラブ
- 決勝戦

光シーガールズ　6-3　山口防府ベースボールクラブ
光シーガールズが中国地区2次予選へ進出

### 中国地区2次予選
- 予選リーグAグループ

三菱重工広島　8-5　光シーガールズ
シティライト岡山　4-4　伯和ビクトリーズ
伯和ビクトリーズ　7-5　三菱重工広島
シティライト岡山　12-0　光シーガールズ
三菱重工広島　3-1　シティライト岡山
光シーガールズ　5-1　伯和ビクトリーズ
- 予選リーグBグループ

JFE西日本　8-0　JR西日本
ツネイシブルーパイレーツ　14-0　ショウワコーポレーション
JFE西日本　12-0　ショウワコーポレーション
JR西日本　10-5　ツネイシブルーパイレーツ
JR西日本　6-0　ショウワコーポレーション
ツネイシブルーパイレーツ　3-1　JFE西日本
- 1回戦

三菱重工広島　3-1　JR西日本
JFE西日本　4-3　シティライト岡山
- 第1代表決定戦

JFE西日本　1-0　三菱重工広島
- 敗者復活1回戦

シティライト岡山　3-2　JR西日本
- 敗者復活第2代表決定戦

シティライト岡山　3-2　三菱重工広島
JFE西日本、シティライト岡山が本大会へ進出

## 四国地区

### 四国地区1次予選
- リーグ戦

JR四国　10-1　四国銀行
アークバリア　4-0　徳島野球倶楽部
松山フェニックス　7-0　徳島野球倶楽部
四国銀行　7-0　アークバリア
四国銀行　3-2　徳島野球倶楽部
JR四国　9-2　松山フェニックス
JR四国　8-1　アークバリア
四国銀行　8-0　松山フェニックス
松山フェニックス　5-1　アークバリア
JR四国　10-1　徳島野球倶楽部
JR四国、四国銀行、松山フェニックス、アークバリアが四国地区2次予選へ進出

### 四国地区2次予選
- 準決勝

JR四国　15-2　アークバリア
松山フェニックス　3-2　四国銀行
- 代表決定戦

JR四国　19-1　松山フェニックス
JR四国が本大会へ進出

## 九州地区

### 福岡地区1次予選
- 代表決定戦

JR九州　17-1　REXパワーズ
西部ガス　20-2　嘉麻市バーニングヒーローズ
九州三菱自動車　13-2　日本ウェルネススポーツ大学北九州
沖データコンピュータ教育学院　9-1　苅田ビクトリーズ
- 敗者復活戦1回戦

苅田ビクトリーズ　5-1　REXパワーズ
日本ウェルネススポーツ大学北九州　4-3　嘉麻市バーニングヒーローズ
- 敗者復活代表決定戦

苅田ビクトリーズ　10-2　日本ウェルネススポーツ大学北九州
JR九州、西部ガス、九州三菱自動車、沖データコンピュータ教育学院、苅田ビクトリーズが九州地区2次予選へ進出

### 中九州地区1次予選
- 1回戦

Honda熊本　8-1　鮮ど市場ヒゴバックス
熊本ゴールデンラークス　18-0　大分ソーリンズ野球倶楽部
九州工科自動車専門学校　11-9　九州総合スポーツカレッジ
日本製鉄大分　11-0　佐賀魂
- 代表決定戦

Honda熊本　11-3　九州工科自動車専門学校
熊本ゴールデンラークス　4-3　日本製鉄大分
- 敗者復活1回戦

鮮ど市場ヒゴバックス　6-0　九州総合スポーツカレッジ
佐賀魂　7-2　大分ソーリンズ野球倶楽部
- 敗者復活代表決定戦

日本製鉄大分　3-0　鮮ど市場ヒゴバックス
佐賀魂　5-4　九州工科自動車専門学校
Honda熊本、熊本ゴールデンラークス、日本製鉄大分、佐賀魂が九州地区2次予選へ進出

### 南九州地区1次予選
- 1回戦

宮崎梅田学園　13-0　宮崎灼熱フェニックス
鹿児島ドリームウェーブ　3-2　宮崎福祉医療カレッジ
- 決勝戦

宮崎梅田学園　12-2　鹿児島ドリームウェーブ
宮崎梅田学園が九州地区2次予選へ進出

### 沖縄地区1次予選
- 1回戦

ビッグ開発ベースボールクラブ　8-3　てるクリニック
- 2回戦

沖縄電力　11-1　ビッグ開発ベースボールクラブ
Mr.KINJO　2-1　エナジック
- 第一代表決定戦

沖縄電力　13-1　Mr.KINJO
- 敗者復活1回戦

エナジック　7-2　ビッグ開発ベースボールクラブ
- 第二代表決定戦

Mr.KINJO　3-1　エナジック
沖縄電力、Mr.KINJOが九州地区2次予選へ進出

### 九州地区2次予選
- 1回戦

沖データコンピュータ教育学院　5-3　日本製鉄大分
Mr.KINJO　6-2　佐賀魂
熊本ゴールデンラークス　9-4　苅田ビクトリーズ
JR九州　9-0　九州三菱自動車
- 2回戦

Honda熊本　4-0　沖データコンピュータ教育学院
沖縄電力　7-3　Mr.KINJO
熊本ゴールデンラークス　2-1　宮崎梅田学園
JR九州　8-7　西部ガス
- 準決勝

Honda熊本　8-4　熊本ゴールデンラークス
JR九州　4-3　沖縄電力
- 第1代表決定戦

Honda熊本　5-4　JR九州
- 敗者復活1回戦

日本製鉄大分　9-7　Mr.KINJO
沖データコンピュータ教育学院　9-0　佐賀魂
西部ガス　2-0　苅田ビクトリーズ
宮崎梅田学園　6-2　九州三菱自動車
- 敗者復活2回戦

日本製鉄大分　5-4　西部ガス
宮崎梅田学園　4-3　沖データコンピュータ教育学院
- 敗者復活3回戦

熊本ゴールデンラークス　9-1　日本製鉄大分
宮崎梅田学園　11-1　沖縄電力
- 敗者復活4回戦

熊本ゴールデンラークス　6-2　宮崎梅田学園
- 第2代表決定戦

JR九州　6-1　熊本ゴールデンラークス
- 敗者復活1回戦

沖縄電力　6-0　日本製鉄大分
- 敗者復活2回戦

宮崎梅田学園　6-1　沖縄電力
- 第3代表決定戦

宮崎梅田学園　7-3　熊本ゴールデンラークス
Honda熊本、JR九州、宮崎梅田学園が本大会へ進出